# Stylopoma magnovicellata
Stylopoma magnovicellata är en mossdjursart som beskrevs av Silén 1954. Stylopoma magnovicellata ingår i släktet Stylopoma och familjen Schizoporellidae. Inga underarter finns listade i Catalogue of Life.